# 10 Admiral Grove
Le 10 Admiral Grove à Liverpool, dans le quartier Toxteth, est la maison d'enfance de Ringo Starr, célèbre batteur des Beatles.

## Historique
Elle a été achetée par Jackie Holmes en 2016, celle-là même qui a acheté la maison d'enfance de George Harrison, au 25 Upton Green, en 2014 et l'année suivante, celle dans laquelle habitait la mère de John Lennon lorsqu'il était adolescent, au 9 Newcastle Road. La maison natale du batteur, au 9 Madryn Street à quelques pas de là, a été sauvée de la démolition en 2012 grâce à des protestations par les habitants du quartier.

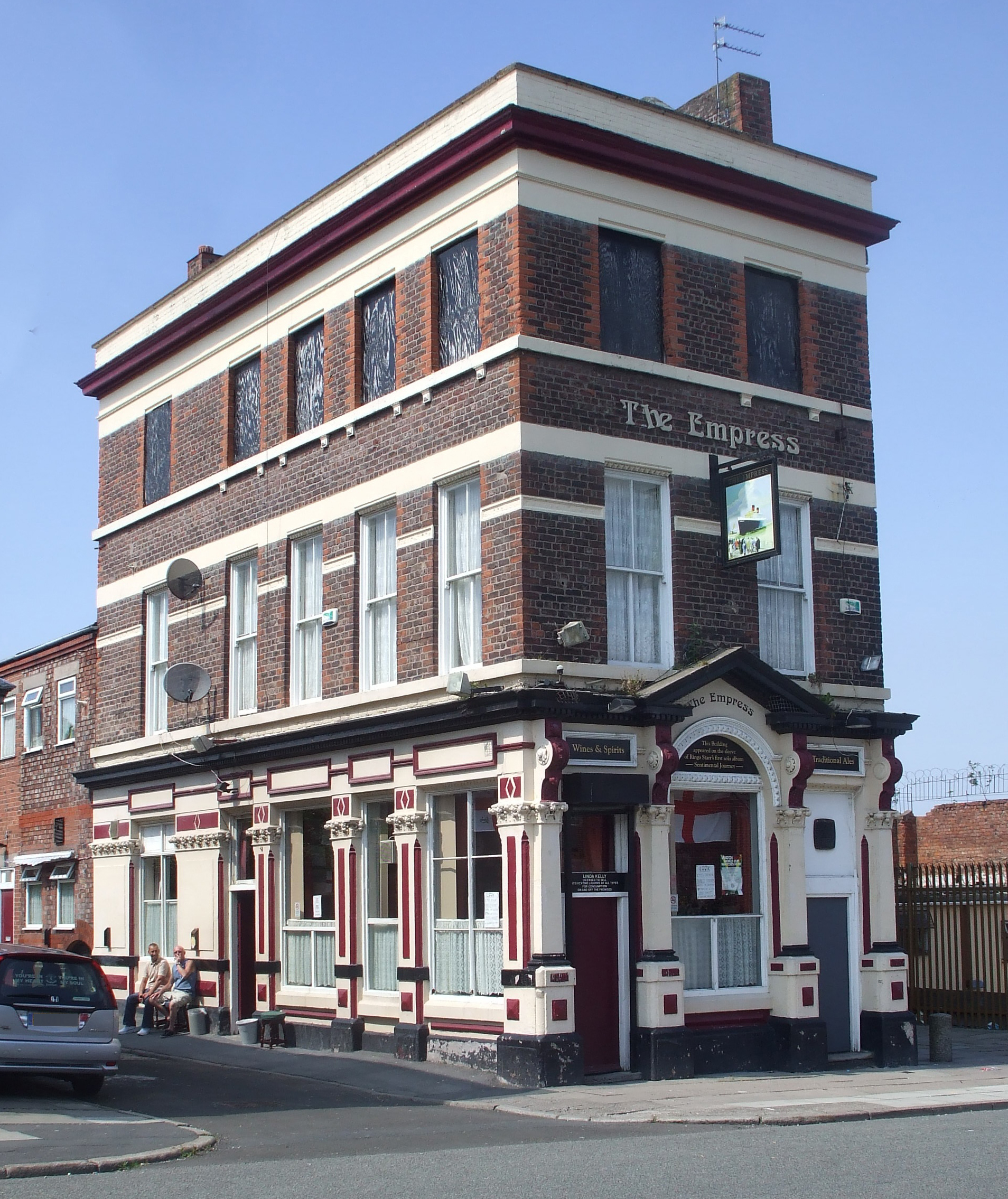
Le pub Empress sur High Park Street, au bout de la rue Admiral Grove, aujourd'hui décoré d'une murale colorée avec un immense portait du batteur.

L'édifice abritant le pub The Empress, qui orne la pochette de son album Sentimental Journey, se situe au bout d'Admiral Grove. En 2008, Starr fait référence aux deux rues de son enfance dans la chanson Liverpool 8 de l'album homonyme.